# Iraota erlam
Iraota erlam är en fjärilsart som beskrevs av Hans Fruhstorfer 1907. Iraota erlam ingår i släktet Iraota och familjen juvelvingar. Inga underarter finns listade i Catalogue of Life.